# Теория химического строения
Теория химического строения — учение о строении молекулы, описывающее все те её характеристики, которые в своей совокупности определяют химическое поведение (реакционную способность) данной молекулы. Сюда относятся: природа атомов, образующих молекулу, их валентное состояние, порядок и характер химической связи между ними, пространственное их расположение, характерное распределение электронной плотности, характер электронной поляризуемости электронного облака молекулы и т. д.
Основные положения теории химического строения, являющейся фундаментом химии, были развиты русским химиком А. М. Бутлеровым.
Бутлеров определял понятие химического строения так:

Исходя от мысли, что каждый химический атом, входящий в состав тела, принимает участие в образовании этого последнего и действует здесь определённым количеством принадлежащей ему химической силы (сродства), я называю химическим строением распределение действия этой силы, вследствие которой химические атомы, посредственно или непосредственно влияя друг на друга, соединяются в химическую частицу.

## Предпосылки создания теории химического строения
В 1812 году итальянский физик и химик Амедео Авогадро, изучая молекулярные веса газов (водорода, кислорода, азота, хлора), выдвинул молекулярную гипотезу строения вещества. Однако работа Авогадро долгое время не получала признания, что тормозило развитие основных идей в области химического строения молекул. Лишь после убедительного доклада Станислао Канниццаро на первом международном съезде химиков в Карлсруэ (1860) атомные веса, определённые с помощью закона Авогадро, стали общепринятыми. На съезде разграничили понятия «атом», «молекула», утвердили атомно-молекулярное учение, основное положение которого «атомы при взаимодействии образуют молекулу».
Атомно-молекулярное учение послужило основой создания теории химического строения Бутлерова.

## Теория химического строения Бутлерова
Термин «химическое строение» впервые ввёл А. М. Бутлеров 19 сентября 1861 года в докладе «О химическом строении веществ» на химической секции Съезда немецких естествоиспытателей и врачей в Шпейере (опубликованном в том же году на немецком и в следующем — на русском языках). В том же докладе он заложил основы классической теории химического строения. Главные положения этой теории следующие:
- атомы в молекулах веществ соединены друг с другом согласно их валентности, порядок распределения связей в молекуле называется химическим строением;
- изменение этой последовательности приводит к образованию нового вещества с новыми свойствами;
- свойства веществ зависят не только от их качественного и количественного состава, но и от «химического строения», то есть от порядка соединения атомов в молекулах и характера их взаимного влияния. Наиболее сильно влияют друг на друга атомы, непосредственно связанные между собой;
- атомы в молекулах оказывают влияние друг на друга, и это влияние приводит к химическим изменениям поведения атома;
- определить состав и строение химического вещества можно по продуктам химических превращений.

## Геометрия молекул
В 1864 году Бутлеров первым объясняет явление изомерии, показав что изомеры — это соединения, обладающие одинаковым элементным составом, но различным химическим строением. В 1874 году возникает стереохимия, или трёхмерная структурная химия в форме постулата Вант-Гоффа о тетраэдрической системе валентностей у атома углерода.
В настоящее время принято различать структурную и пространственную изомерию.
Структурную изомерию подразделяют на изомерию скелета, обусловленную различным порядком связи атомов, образующих скелет молекулы, например в Н-бутане и изобутане, и на изомерию положения одинаковых функциональных групп при одинаковом углеродном скелете молекулы, например в орто- , мета- и пара- изомерах ароматических соединений.
Пространственная изомерия обусловлена существованием стереоизомеров, соединений, имеющих одинаковый порядок связей атомов, но различное пространственное расположение. К видам пространственной изомерии относятся: оптическая изомерия, обусловливающая существование энантиомеров — пары стереоизомеров, представляющих собой зеркальные отражения друг от друга, не совмещаемые в пространстве; диастереомерия, обусловливающая существование изомеров, не являющихся энантиомерами; геометрическая изомерия, обусловливающая цис- и транс- изомеров, свойственных соединениям с двойными связями и малыми циклами.

## Электронные интерпретации строения молекул

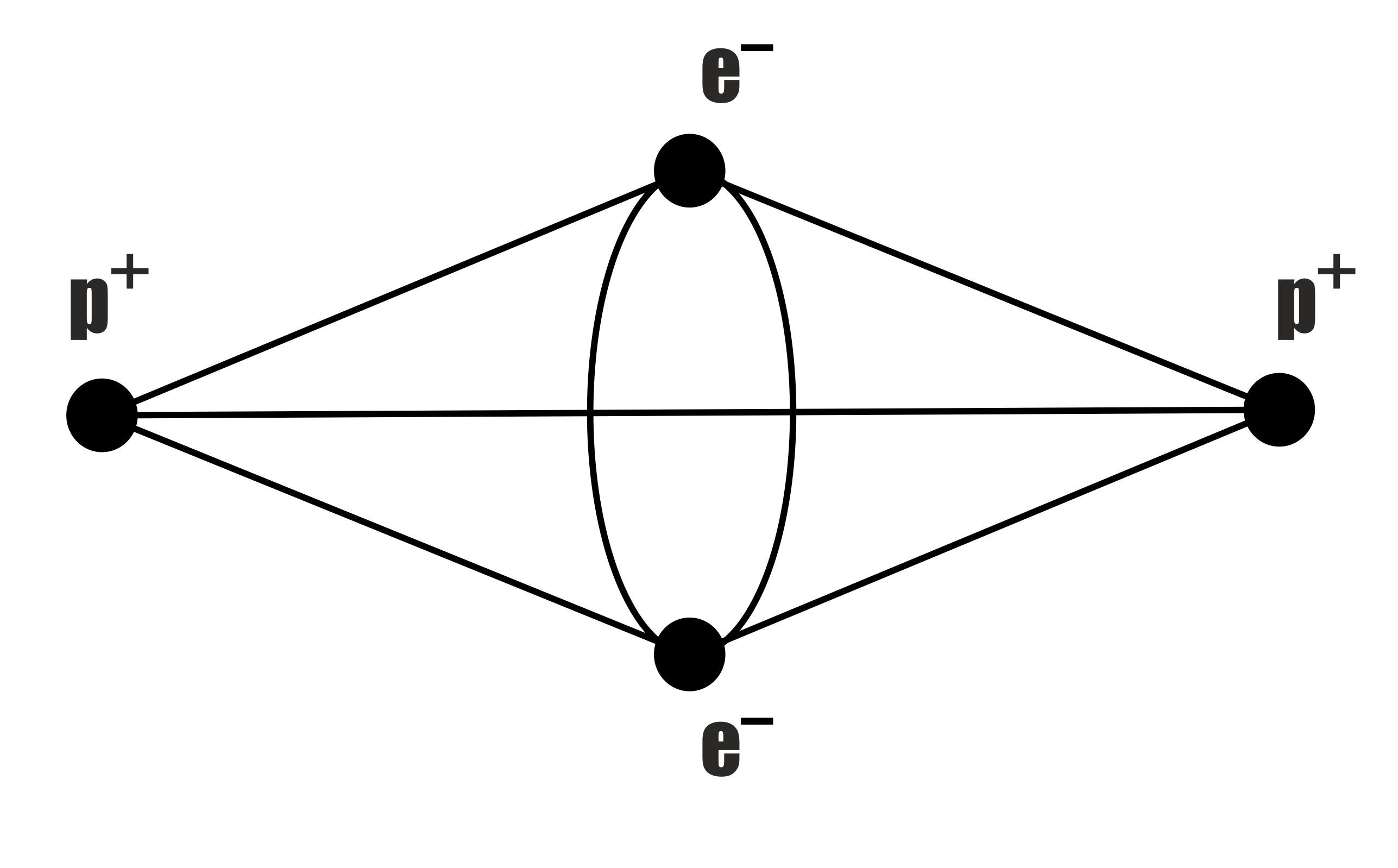
Строение молекулы H_{2} по Бору

С открытием в 1897 году электрона (Дж. Томсоном, Э. Вихертом) появились электронные интерпретации строения молекул. Американский физикохимик Г. Льюис в 1912 году предложил электронную теорию химической связи, по которой связь между атомами в молекуле осуществляется обобществлённой электронной парой. Электронная теория химической связи Льюиса стала основой классической теории строения в органической химии, базирующейся на представлении о парной связи между атомами, образованной дублетом электронов. Валентный штрих между символами элементов в молекуле был заменён двумя точками, обозначающими связывающую электронную пару.
В 1913 году датский физик Нильс Бор предложил рассматривать электронную пару в форме вращающегося кольца, плоскость которого перпендикулярна оси молекулы и равноудалена от ядер атомов.
Динамическое равновесие молекулярной системы, по Бору, достигается за счёт баланса сил между силами взаимного отталкивания ядер и силами притяжения ядер к плоскости кольца электронов. Боровская интерпретация строения молекулы учитывала кулоновское отталкивание электронов, в кольце они находятся в диаметрально противоположном положении.
Молекулу метана Нильс Бор описывал следующим образом:

Ядро углерода, заключённое в очень маленькое кольцо из двух электронов, расположено в центре (тетраэдра), а ядро водорода по углам. Химические связи представляют собой четыре двухэлектронных кольца, вращающихся вокруг линий, соединяющих центр с углами.

## Квантовая природа межатомных сил

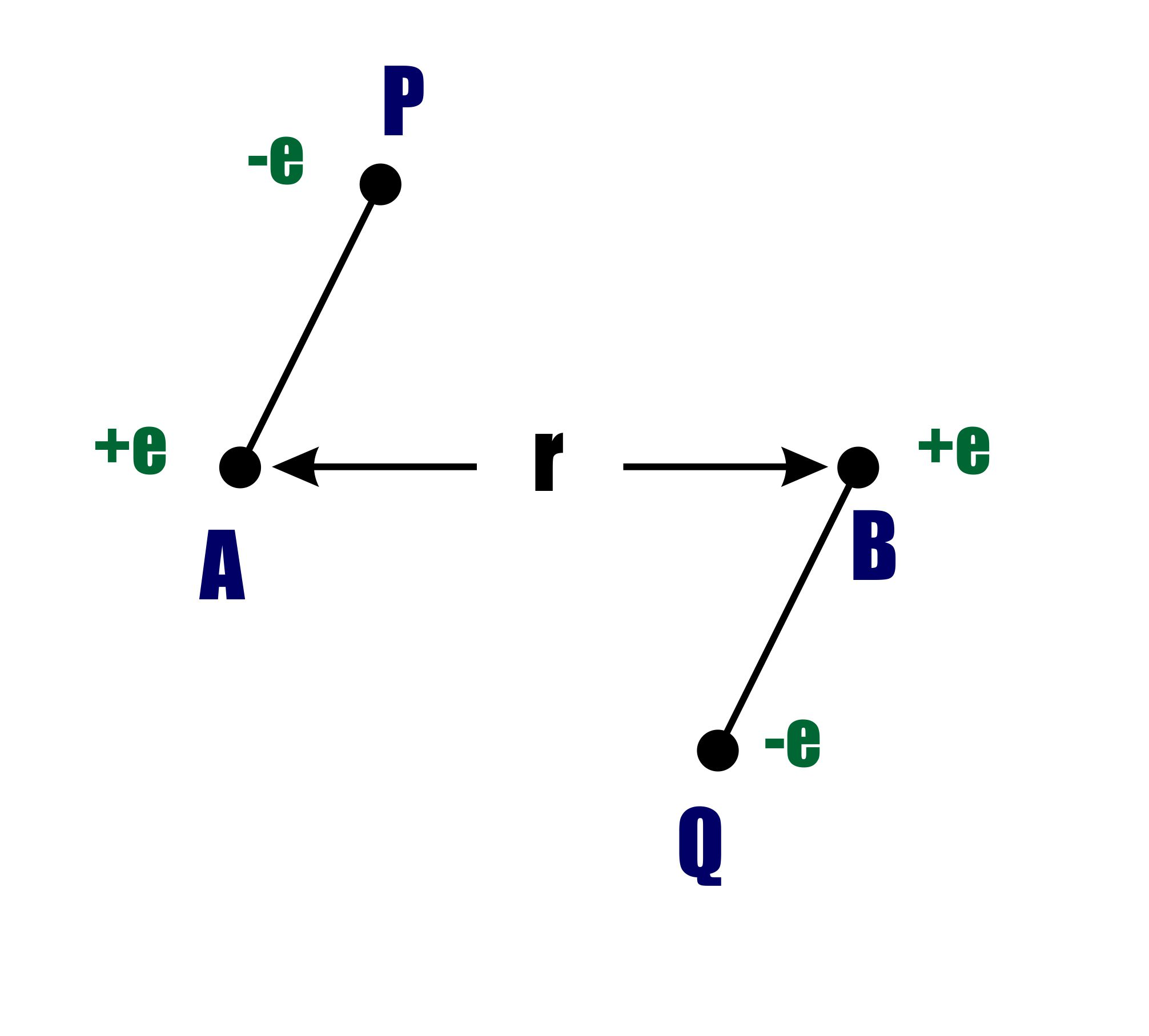
Схема диполь-дипольного взаимодействия двух атомов водорода по Лондону

В своём докладе, прочитанном в Королевском колледже в Лондоне в ознаменовании столетия опубликования трудов Дж. Максвелла по электромагнитному излучению, К. Коулсон дал анализ происхождения и сущности межатомных сил, приводящих к образованию молекулы. Коулсон, ссылаясь на работу Лондона, на примере двух атомов водорода показывает «каким образом два нейтральных атома или молекулы могут оказывать притяжение друг к другу на значительном расстоянии».
Ядра A и B двух атомов водорода находятся на расстоянии r друг от друга (рис.). Каждый атом несёт по одном электрону (в P и Q соответственно). Совокупность зарядов +e в A и -e в P приблизительно эквивалентна электрическому диполю, имеющему величину e·AP. Подобным же образом совокупность +e в B и -e в Q приблизительно эквивалентна электрическому диполю e·BQ. Эти два диполя взаимодействуют друг с другом. Общая потенциальная энергия двух диполей, m и m', находящихся на расстоянии r, равна:
{\displaystyle {\frac {mm'}{r^{3}}}-3{\frac {(mr)(m'r)}{r^{5}}}}
На языке волновой механики это выражение рассматривается как возмущение, действующее на оба атома.
Природа межатомных сил имеет электромагнитный характер и называется диполь-дипольным взаимодействием. Существуют диполь-квадрупольные, квадруполь-квадрупольные и другие взаимодействия, при которых энергия изменяется в зависимости от более высоких степеней 1/r.

## Распределение электронной плотности в химических соединениях

Рис. Радиальное распределение вероятности нахождения электрона в атоме водорода.

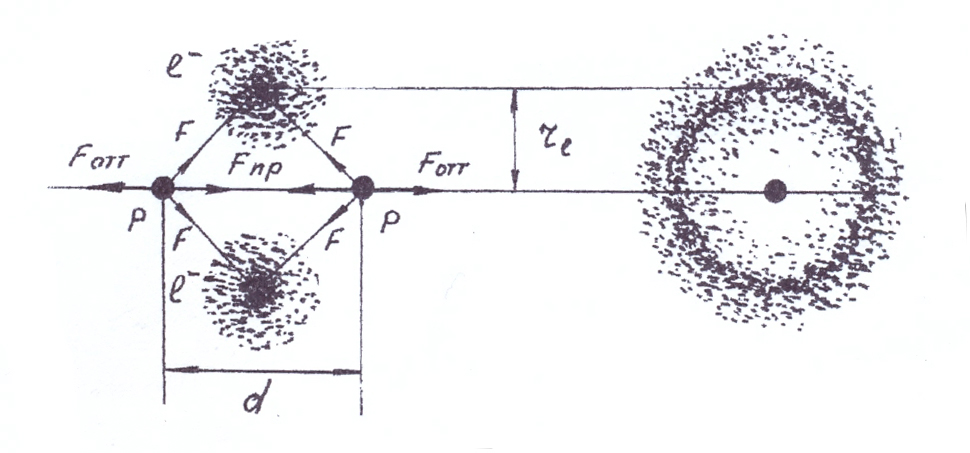
Рис. Модель молекулы водорода и её осевая проекция

Электронная плотность — это плотность вероятности обнаружения электрона в данной точке пространства. Электронная плотность нормирована и, соответственно, указывает на вероятное число электронов в данном элементарном объёме.
Вероятностную (статистическую) интерпретацию волновой функции сформулировал М. Борн в 1926 году как только было опубликована волновое уравнение Шрёдингера. В 1954 году М. Борн удостоен Нобелевской премии по физике с формулировкой «За фундаментальное исследование в области квантовой механики, особенно за статистическую интерпретацию волновой функции».
Расчёт электронной плотности проводят с использованием уравнения Шрёдингера, которое решается аналитически точно для систем, содержащих только один электрон.
Получаемая радиальная функция распределения вероятности нахождения электрона в атоме водорода обладает максимумом при α0, как показано на рисунке. Этот наиболее вероятный радиус совпадает с боровским радиусом и принят в качестве атомной единицы для линейных размеров 1 а. е. (бор) = 0,529177·10−10м ≈ 0,529 Å. Более размытое облако плотности вероятности, полученное при решении уравнения Шрёдингера для атома водорода, значительно отличается от боровской модели атома и согласуется с принципами неопределённости Гейзенберга. С учётом статистической интерпретации волновой функции М. Борна и принципа неопределённости Гейзенберга длины диполей AP и BQ взаимодействующих атомов в расчётах Ф. Лондона достаточно размыты. Размыто и электронное кольцо в модели молекулы водорода по Н. Бору до состояния тороидального электронного облака с неопределёнными границами.
Наиболее вероятный радиус электронного кольца (тора) молекулы водорода (re) определяется боровским радиусом (α0) и длиной химической связи (d): re2 = α02 — (d/2)2; re = 0,374 Å.
Благодаря пространственной симметрии дипольный момент молекулы водорода равен нулю, что соответствует её низкой химической активности. Пространственная симметрия электронной плотности сохраняется, если соединяющиеся в молекулу атомы имеют одинаковую энергию ионизации. В этом случае связывающее электронное кольцо располагается на равном расстоянии от каждого из ядер. Если же потенциалы ионизации различны электронная плотность смещается в сторону атома с большим первым потенциалом ионизации. Смещение электронной плотности приводит к асимметрии распределения электрических зарядов в молекуле, молекула становится полярной системой с определённым дипольным моментом.

## Приближённые квантовохимические методы расчёта
Поскольку точное решение уравнения Шрёдингера для атомно-молекулярных систем, содержащих два и более электрона, невозможно, предложены приближённые методы расчёта электронной плотности. Все они возникли в 1930-х годах, проделали значительный путь развития и долгое время дополняли друг друга. Наиболее важные из них — теория валентных связей, теория молекулярных орбиталей, теория кристаллического поля, теория функционала плотности.
В рамках теории валентных связей разработана концепция резонанса (Л. Полинг) и родственная ей концепция мезомерии (К. Ингольд). Концепция резонанса рассмотрена на примере молекулярного иона водорода. Л. Полинг показал, что стабильность молекулярного иона водорода:

вызвана резонансом электрона, то есть движением его «взад и вперёд» между двумя ядрами с «резонансной частотой», равной по величине энергии резонанса (50 ккал/моль), делённой на константу Планка h. Для молекулярного иона в основном состоянии эта частота равна 7.1014сек−1.

Концепция резонанса дополняла постулаты классической теории химического строения и утверждала, что если для данного соединения классическая теория допускает построение нескольких приемлемых структурных формул, то действительному состоянию молекул этого соединения отвечает не какая-либо одна отдельная формула, а некоторое их сочетание (наложение, резонанс структур).
Мезомерия является теорией электронного строения химических соединений, согласно которой истинное распределение электронной плотности в молекуле является промежуточным между распределениями, представленными несколькими классическими формулами.
Обычно рассматривают положительный и отрицательный мезомерные эффекты:

Винилхлорид: +М-эффект
Аллил-катион: −М-эффект

## Кампания идеологического вмешательства в теорию химического строения
Кампания началась в 1949 году с публикации статьи В. М. Татевского и М. М. Шахпаронова «Об одной махистской теории в химии и её пропагандистах». В качестве главного объекта нападения была выбрана теория резонанса Л. Полинга. Было объявлено, что «представления о реальной молекуле как о чём-то среднем между двумя (и более) крайними абстрактными структурами являются буржуазными и поэтому направленными против всего самого „святого“». Были указаны и пропагандисты теории Я. К. Сыркин и М. Е. Дяткина — авторы книги «Химическая связь и строение молекул», в которой нашла отражение теория резонанса.

В воздухе очередной раз запахло инквизицией. В этой тревожной обстановке ведущие химики страны собрались на Всесоюзное совещание по проблемам химического строения (1951 г., Москва). Стенограмма этого совещания — один из наиболее позорных документов, когда-либо созданных коллективными усилиями ученых, хранится в химических библиотеках всего мира, и от этого срама бог весть когда ещё удастся отмыться… До крови не дошло — спасла оттепель, начавшаяся весной следующего года. Я. К. Сыркин и М. Е. Дяткина, подготовленные недавними друзьями и коллегами к выдаче в качестве первых козлов отпущения, уцелели; более того Я. К. Сыркин в дальнейшем стал академиком.

Лайнус Полинг удостоен в 1954 году Нобелевской премии по химии «за исследование природы химической связи и её применение для определения структуры сложных соединений».
Однако консенсус в теории химического строения не был достигнут. В. М. Татевский в курсе «Строение молекул» (1977 г.) отмечал:

… полностью выпадают и «висят в воздухе» представления уходящих в прошлое, но всё ещё фигурирующих в литературе так называемых «теории резонанса» и «теории мезомерии», которые не имеют основы ни в классической теории химического строения, ни в законных приложениях классической физики к вопросам строения молекул, ни в квантовой механике.

Лишь в 1983 году проведён принципиальный анализ кампании по борьбе с теорией резонанса и было показано, что эта кампания «нанесла серьёзный ущерб престижу советской науки».

## Атомы в молекулах
В классической теории химического строения понятие атома в молекуле является изначальным. Интуитивно ясно, что атом в молекуле меняется, меняются и его свойства в зависимости от окружения этого атома, прежде всего ближайшего. Основным показателем является расстояние между атомами в молекуле, определяющее как длину химической связи, так и прочность химической связи.
В квантовой теории понятие атома вторично. Так, по утверждению В. М. Татевского, молекула не состоит из атомов: «С современной точки зрения ясно, что при образовании молекулы сохраняются не атомы, а только ядра атомов и электроны».
Было предпринято множество попыток сохранить понятие атома в молекуле, но, тем не менее, практически всегда они не удовлетворяли последующих исследователей по тем или иным причинам.
Одна из наиболее удачных попыток сохранения классической концепции атома в молекуле принадлежит Р. Бейдеру и его сотрудникам. В рамках этой теории (QTAIM) электронная плотность «задаёт некоторое скалярное поле в трёхмерном пространстве, которое может быть охарактеризовано, например, его совокупностью экстремальных точек, линий и поверхностей, особых точек и т. п.».
Таким образом, в квантовой теории атомов в молекулах Р. Бейдера оказывается возможным физическое обоснование ключевых понятий химии «атом», «молекула», «химическая связь» в терминах топологии функции электронной плотности в трёхмерном пространстве и описание химического строения молекул.

## Электронная корреляция и конфигурация молекул
Электронная корреляция (взаимная обусловленность движения всех электронов атомной или молекулярной системы как целого определяется электростатическим отталкиванием электронов и статическим особенностями систем, в частности принципом Паули (фермиевская корреляция). Полный учёт электронной корреляции при расчёте энергии и определении электронной структуры системы достигается методом конфигурационного взаимодействия.
Простая и надёжная система правил для понимания и предсказания конфигурации молекул заложена в теории отталкивания электронных пар, наиболее важное правило которой достаточно эмпирично, хотя имеет квантовомеханическое обоснование, заключающееся в принципе Паули, а именно «электронные пары принимают такое расположение на валентной оболочке атома, при котором они максимально удалены друг от друга». При этом конфигурация молекулы будет определяться числом связывающих и неподелённых электронных пар у центрального атома:
- две связывающие электронные пары дают линейную конфигурацию молекулы;
- три — конфигурацию правильного треугольника;
- четыре — конфигурацию тетраэдра;
- пять — тригонально-бипирамидальную конфигурацию;
- шесть — конфигурацию октаэдра.

Наличие неподелённых электронных пар у центрального атома приводит к расширению типов конфигураций молекулы.

## Строение соединений благородных газов

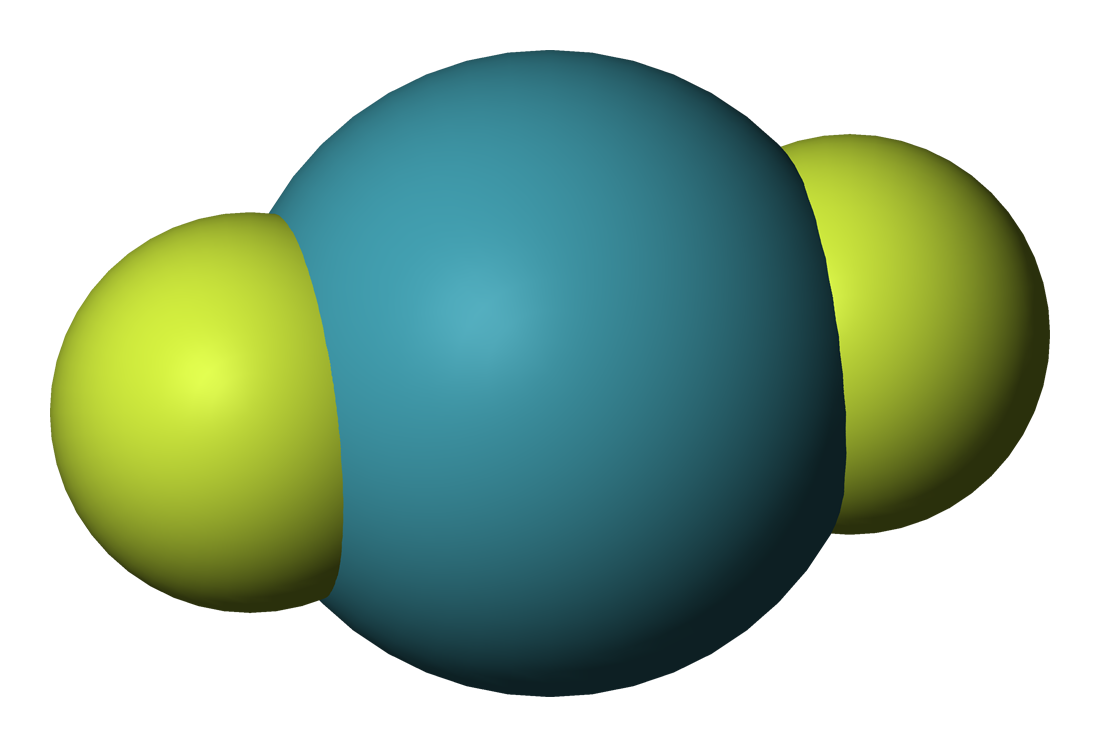
Молекула дифторида ксенона

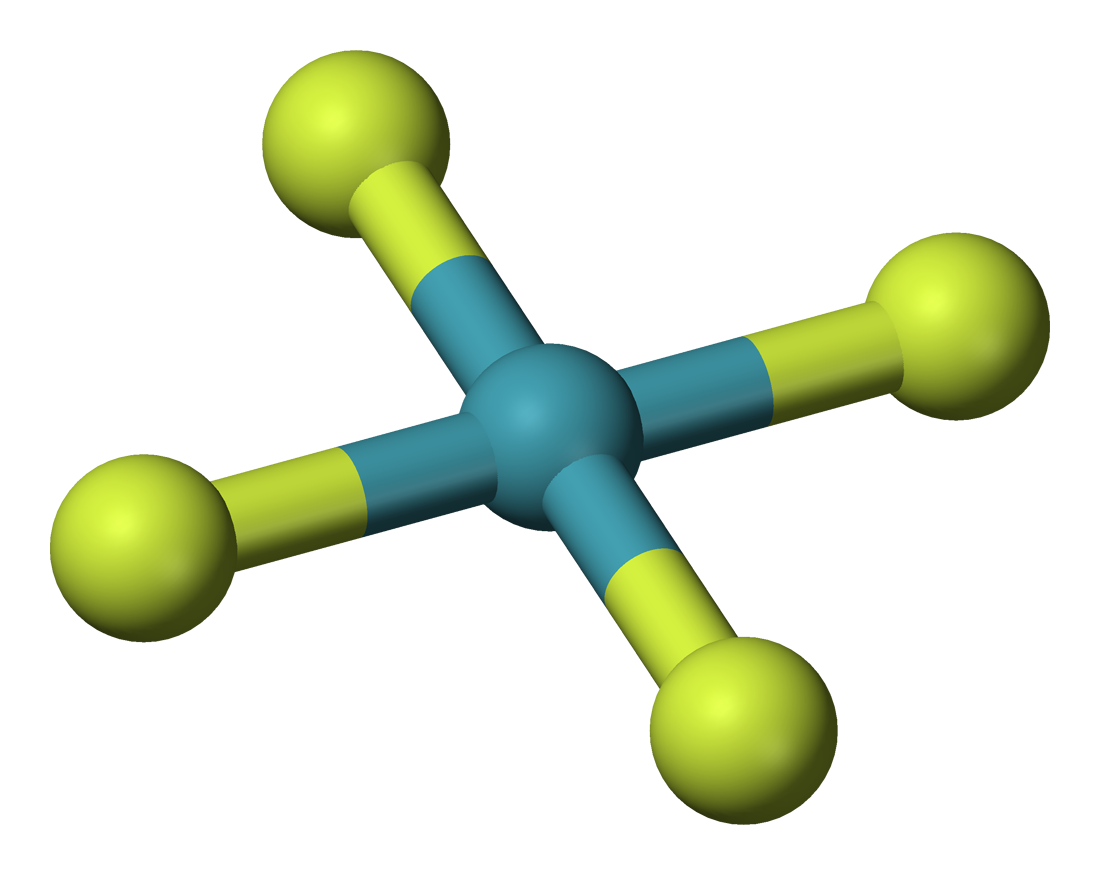
Молекула тетрафторида ксенона

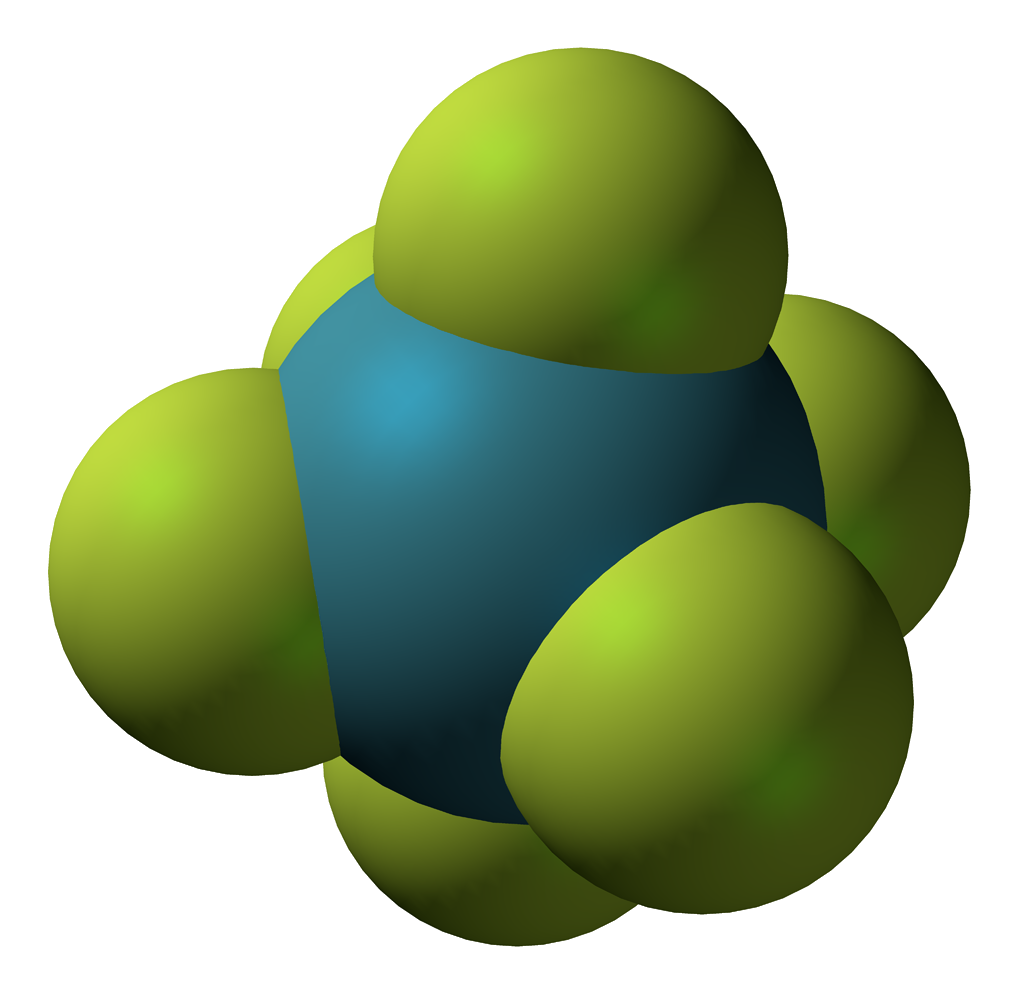
Молекула гексафторида ксенона

Открытие Н. Бартлеттом в 1962 году первого соединения ксенона положило начало интенсивному развитию химии благородных газов, что привело к получению большого ряда соединений инертных газов и установлению их химического строения.
Оказалось, что все соединения благородных газов имеют обыкновенные ковалентные связи и общепринятые конфигурации молекул. Так, конфигурация молекулы дифторида ксенона линейна: связи ксенон—фтор являются аксиальными и взаимодействуют с тремя неподелёнными электронными парами, находящимися в экваториальных положениях.
В молекуле тетрафторида ксенона осуществляется конфигурация с плоским квадратным расположением лигандов. Неподелённые электронные пары ксенона максимально удалены друг от друга и расположены по разные стороны от этого квадрата.
Структура молекулы гексафторида ксенона представляет собой искажённый октаэдр. «Отклонение атомов фтора от вершин правильного октаэдра указывает на то, что неподелённая электронная пара занимает положение над центром одной из граней октаэдра, а атомы фтора, расположенные в углах этой грани, вынуждены раздвинуться».
Открытие Бартлетта показало ошибочность популярного в то время правила октета,[как?] согласно которому при образовании молекул атомы удовлетворяют свою потребность в достижении 8-электронной валентной оболочки, подобной электронной конфигурации благородных газов за счёт попарного обобществления своих валентных электронов. Оказалось, что атомы благородных газов, имея полностью заполненную валентную оболочку, могут вступать в химические реакции и участвовать в химическом строении молекул.

## Строение электронодефицитных соединений

Диборан

Структурная проблема, связанная с электронодефицитными соединениями, довольно сложна. Фундаментальная трудность заключалась в том, что в молекулах нет достаточного числа валентных электронов для того, чтобы связать все атомы обычными двухэлектронными связями. Так, например, в молекуле диборана имеется двенадцать валентных электронов, все двенадцать нужны для образования ковалентных связей шести атомов водорода с бором, так что для связи атомов бора между собой электронов не остаётся. Сам Полинг допускал, что в диборане функционируют одноэлектронные связи, а молекула в основном состоянии резонирует между семью структурами льюисовского типа, а также между многочисленными структурами, содержащими одноэлектронные связи.
Однако заслуженное признание получили исследования природы химической связи в бороводородах, выполненные американским физикохимиком У. Липскомбом. В его интерпретации в диборане имеют место четыре двух- и две трёхцентровые связи.
Четыре концевые двухцентровые двухэлектронные связи HB лежат в одной плоскости. Два же центральных атома водорода расположены симметрично над этой плоскостью и под нею и объединены с атомами бора двумя трёхцентровыми связями.
В 1976 году Липскомб удостоен Нобелевской премии по химии с формулировкой «за исследование структуры боранов (боргидритов), проясняющих проблему химических связей».

## Особенности строения сэндвичевых соединений

Молекула ферроцена

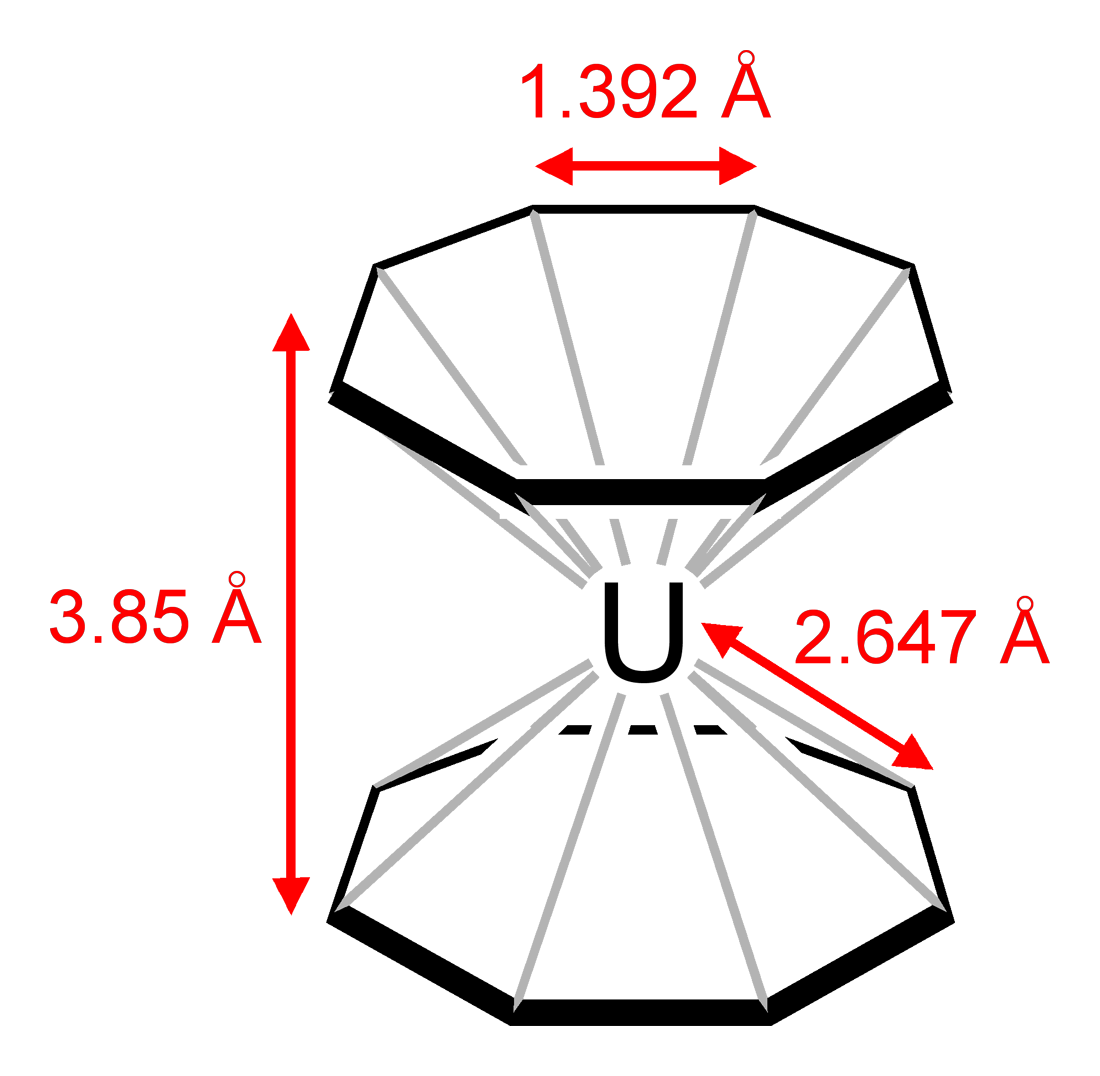
Ураноцен

Дальнейшее развитие теории химического строения связано с открытием и установлением структуры ферроцена. Оказалось, что при взаимодействии хлорида двухвалентного железа и циклопентадиена вместо ожидаемого соединения с двумя химическими связями железо-углерод образуется сэндвичеобразное соединение, в котором все 10 атомов углерода соединены с атомом железа.
Рентгеноструктурными исследованиями Э. Фишера установлено, что все атомы углерода в молекуле ферроцена структурно и химически эквивалентны. Атом металла взаимодействует не с одним или двумя конкретными атомами углерода, а со всеми атомами углерода двух циклопентадиенильных колец сразу. Атом металла как бы завис в пространстве между двумя циклами, представленных параллельными правильными пятиугольниками.
В настоящее время получены металлоцены — бициклопентадиенильные соединения переходных металлов для большинства d-элементов.
Сэндвичевые соединения образуются также с использованием в качестве органического фрагмента бензола или циклооктатетраена. Так, например, в ураноцене (см. рисунок) атом урана удерживает два восьмичленных кольца. Все 16 связей уран—углерод в ураноцене идентичны.
В 1973 году Э. Фишер и Дж. Уилкинсон удостоены Нобелевской премии по химии с формулировкой «За новаторскую, проделанную независимо друг от друга, работу в области металлорганических, так называемых сэндвичевых соединений».
Считается, что в сэндвичевых соединениях реализуется многоцентровая связь, тип химической связи, в которой в отличие от двухцентровой двухэлектронной связи, связывающие электронные пары распределены в пространстве трех или большего числа атомных центров молекулы, иона, радикала.